# Paroisse de Lepreau
La paroisse de Lepreau est à la fois une paroisse civile et un ancien district de services locaux (DSL) canadien du comté de Charlotte, située au sud-ouest du Nouveau-Brunswick. Dans le cadre de la réforme de la gouvernance locale du 1er janvier 2023, le territoire du DSL a été réparti entre la communauté rurale de Fundy Shores et le district rural du Sud-Ouest.

## Toponyme
Cette paroisse est nommée ainsi d'après la pointe Lepreau, dont l'origine du nom n'est pas certaine. Le nom s'écrivait à l'origine Lepreaux, mais une loi de 1971 enleva le « x ».

## Géographie

### Situation
La paroisse de Lepreau se trouve à l'extrémité sud-est du comté de Charlotte, à 46 kilomètres de route au sud-ouest de Saint-Jean et à 138 km au sud de Fredericton. La paroisse est bordée par la baie de Fundy au sud.
La paroisse de Lepreau est limitrophe de la paroisse de Pennfield à l'ouest, de la paroisse de Clarendon au nord, de la paroisse de Petersville et de la paroisse de Westfield au nord-est ainsi que de la paroisse de Musquash à l'est. La ville la plus proche est Saint-George, à 25 km à l'ouest.

### Topographie

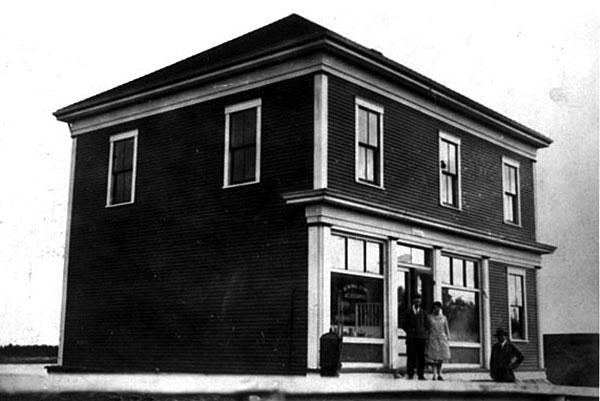
Un magasin de Pocologan en 1930.

Il y a de nombreuses chutes d'eau sur la rivière Lepreau, notamment la chute Ragged, haute de 3 mètres, les deux chutes Keyhole, hautes chacune de 6 mètres et les chutes de Lepreau, hautes de 8 mètres. Les chutes Pocologan, sur le ruisseau Lochs près du hameau de Pocologan, ont une hauteur de 6 mètres.
La géologie de la paroisse est très complexe.

### Hameaux et lieux-dits
La paroisse comprend les hameaux de Haggertys Cove, Mink Brook, New Rover Beach, Pocologan et Welch Cove.
Lepreau, Little Lepreau et Maces Bay sont séparés avec la paroisse de Musquash.

## Histoire
Le premier établissement est le hameau de Lepreau, fondé en 1784 par des Loyalistes. Maces Bay est fondé peu après 1784 par des gens originaires de Beaver Harbour, auxquels s'ajoutent des colons originaires d'autres localités. Les autres hameaux de la paroisse sont fondés par des résidents de ces deux premières localités. La paroisse de Lepreau est constituée en 1859. Des scieries sont installées aux chutes d'eau de Lepreau et l'industrie forestière devient prospère jusqu'au déclenchement d'un feu de forêt peu avant 1870.
La municipalité du comté de Charlotte est dissoute en 1966. La paroisse de Lepreau devient un district de services locaux en 1967.

## Démographie
(août 2016).
D'après le recensement de Statistique Canada, il y avait 865 habitants en 2001, comparativement à 875 en 1996, soit une baisse de 1,1 %. La paroisse compte 498 logements privés, a une superficie de 209,34 km2 et une densité de population de 4,1 habitants par kilomètre carré.

## Économie
Entreprise Charlotte, membre du Réseau Entreprise, a la responsabilité du développement économique.

## Administration

### Comité consultatif
En tant que district de services locaux, Lepreau est administré directement par le Ministère des Gouvernements locaux du Nouveau-Brunswick, secondé par un comité consultatif élu composé de cinq membres dont un président.

### Commission de services régionaux
La paroisse de Lepreau fait partie de la Région 10, une commission de services régionaux (CSR) devant commencer officiellement ses activités le 1er janvier 2013. Contrairement aux municipalités, les DSL sont représentés au conseil par un nombre de représentants proportionnel à leur population et leur assiette fiscale. Ces représentants sont élus par les présidents des DSL mais sont nommés par le gouvernement s'il n'y a pas assez de présidents en fonction. Les services obligatoirement offerts par les CSR sont l'aménagement régional, l'aménagement local dans le cas des DSL, la gestion des déchets solides, la planification des mesures d'urgence ainsi que la collaboration en matière de services de police, la planification et le partage des coûts des infrastructures régionales de sport, de loisirs et de culture; d'autres services pourraient s'ajouter à cette liste.

### Représentation et tendances politiques
Nouveau-Brunswick: La majeure partie de Lepreau est comprise dans la circonscription provinciale de Charlotte-Les-îles, qui est représentée à l'Assemblée législative du Nouveau-Brunswick par Rick Doucet, du Parti libéral. Il fut élu en 2006 et réélu en 2010. Les hameaux de Maces Bay et Little Lepreau font quant à eux partie de la circonscription provinciale de Fundy-River Valley, qui est représentée par Jim Parrott, du Parti progressiste-conservateur. Il fut élu en 2010.
 Canada: Lepreau fait partie de la circonscription électorale fédérale de Nouveau-Brunswick-Sud-Ouest, qui est représentée à la Chambre des communes du Canada par Gregory Francis Thompson, ministre des Anciens Combattants et membre du Parti conservateur. Il fut élu lors de la 40e élection fédérale, en 1988, défait en 1993 puis réélu à chaque fois depuis 1997.

## Vivre dans la paroisse de Lepreau
Il n'y a aucune école francophone dans le comté, les plus proches étant à Saint-Jean ou Fredericton. Les établissements d'enseignement supérieurs les plus proches sont quant à eux situés dans le Grand Moncton.
Lepreau possède un poste d'Ambulance Nouveau-Brunswick et un bureau de poste.
Le village possède un poste de la Gendarmerie royale du Canada. Il dépend du district 1, dont le bureau principal est situé à Saint-George.
L'église St. Margaret's de Lepreau et l'église Trinity de Maces Bay sont des églises anglicanes.
Les anglophones bénéficient du quotidien Telegraph-Journal, publié à Saint-Jean, et de l'hebdomadaire Saint Croix Courier, publié à Saint-Stephen. Les francophones ont accès par abonnement au quotidien L'Acadie nouvelle, publié à Caraquet, ainsi qu'à l'hebdomadaire L'Étoile, de Dieppe.

## Culture

### Architecture et monuments
Un pont couvert traverse la Petite rivière Lepreau, à Little Lepreau. Le pont fut construit en 1910 et mesure 31,9 mètres de long. Il n'est pas en service.